# Ščigry
Ščigry (anche traslitterato come Shchigry) è una cittadina della Russia europea, nell'oblast' di Kursk. Sorge fra i fiumi Ščigra e Lesnaja Plata, circa 60 km a nordest del capoluogo Kursk; è capoluogo del distretto di Ščigrovskij.
Fondata nel XVII secolo con il nome di Troickoe na Ščigrach (russo Троицкое на Щиграх), ricevette lo status di città nel 1779.

## Società

### Evoluzione demografica
Fonte: mojgorod.ru
- 1897: 3 300
- 1939: 7 600
- 1970: 17 100
- 1989: 21 200
- 2002: 19 582
- 2006: 18 500